# Nedjeljom u Bajsiću
Nedjeljom u Bajsiću je ciklus koncerata koje priređuje Glazbeni program Trećeg programa Hrvatskog radija u suradnji s Glazbenom proizvodnjom HRT-a.
Održavaju se od 2009. godine.
Održavaju se u dvorani Glazbene proizvodnje HRT-a na Prisavlju, u studiju Bajsić. Izravno ih se radijski prenosi, a osim glazbenog dijela, dio emisije čine razgovori s glazbenicima i skladateljima koji nastupaju na tim koncertima.
Voditeljica i osmisliteljica koncerata je urednica Hrvatskog radija Iva Lovrec-Štefanović.

## Vanjske poveznice
- http://www.hrt.hr/index.php?id=91&tx_ttnews%5Btt_news%5D=118722&cHash=83e5c27cd4%5Bneaktivna+poveznica%5D HRT Završni koncert Nedjeljom u podne u Bajsiću, 5. lipnja 2011.
- Culturenet.hr Nedjeljom u Bajsiću
- Večernji list Vecernji_hr - Nedjeljom u Bajsiću uz Simfonijski orkestar HRT-a i Mladena Tarbuka, 15. ožujka 2011.